# Nam Chương
Nam Chương (chữ Hán giản thể:南漳县) là một huyện thuộc địa cấp thị Tương Dương, tỉnh Hồ Bắc, Cộng hòa Nhân dân Trung Hoa. Huyện này có diện tích 2054 ki-lô-mét vuông dân số năm 1999 là 600.977 người. Mã số bưu chính là 441500. Về mặt hành chính, huyện này được chia thành 10 trấn: Thành Quan, Cửu Tập, Đông Khủng, Tuần Kiểm, Tiêu Yển, Bản Kiều, Lý Miếu, Trường Bình, Tiết Bình.